# Trofeul Carpați (handbal feminin) - Ediția a 2-a
Competiția din 1960 reprezintă a doua ediție a Trofeului Carpați la handbal feminin pentru senioare, turneu amical organizat anual de Federația Română de Handbal începând din 1959. Ediția din 1960, la care au luat parte cinci echipe, a fost găzduită de orașul București. Întrecerea de handbal a făcut parte dintr-o competiție sportivă mai largă, intitulată „Cupa Orașului București”, care a inclus și turnee de handbal masculin sau hochei pe gheață. Începând de la a treia ediție, desfășurată în 1961, numele întrecerii de handbal feminin a fost schimbat în „Trofeul Carpați”. 
Meciurile s-au desfășurat în Sala Floreasca, în prezența unui public numeros. Câștigătoarea turneului din 1960 a fost selecționata principală a orașului București.

## Echipe participante
La a doua ediție a Trofeului Carpați nu au fost înscrise echipe naționale, ci selecționate ale orașelor și echipe de club.

### România
România a fost reprezentată de două selecționate ale capitalei București.

#### Prima selecționată a orașului București
Selecționata principală a orașului București, denumită București I, a fost pregătită de profesorul Constantin Popescu.
| Nr. | Post                | Nume                 | Data nașterii (vârsta) | Înălțime | Selecții | Goluri | Echipă                  |
| --- | ------------------- | -------------------- | ---------------------- | -------- | -------- | ------ | ----------------------- |
|     | Portar              | Irene Nagy-Klimovski | 1936 (24 de ani)       |          |          |        | Știința ICF București   |
|     | Portar              | Ileana Cazacu        |                        |          |          |        | Cetatea Bucur București |
|     | Extremă stânga      | Maria Constantinescu | 21 septembrie 1934     |          |          |        | CS Rapid București      |
|     | Intermediar         | Constanța Dumitrescu | 1937 (23 de ani)       |          |          |        | CS Rapid București      |
|     | Centru              | Elena Jianu          | 7 septembrie 1928      |          |          |        | Știința ICF București   |
|     | Apărător            | Iosefina Ștefănescu  | 3 ianuarie 1932        |          |          |        | Știința ICF București   |
|     | Apărător            | Aurelia Szőke        | 3 iunie 1936           |          |          |        | Știința ICF București   |
|     | Pivot               | Antoaneta Vasile     | 1940 (20 de ani)       |          |          |        | Progresul București     |
|     |                     | Maria Ghiță          |                        |          |          |        | Cetatea Bucur București |
|     | Intermediar dreapta | Anna Stark-Stănișel  | 28 ianuarie 1935       |          |          |        | CS Rapid București      |
|     | Intermediar stânga  | Victorița Dumitrescu | 1 decembrie 1935       |          |          |        | Progresul București     |
|     | Pivot               | Elena Cătineanu      | 28 ianuarie 1935       |          |          |        | Știința ICF București   |

#### A doua selecționată a orașului București
A doua selecționată a orașului București, denumită București II, a fost pregătită de profesorul Valeriu Gogâltan.